# Naja melanoleuca
La cobra de bosque o cobra blanquinegra (Naja melanoleuca) es una especie de serpiente del género Naja, de la familia Elapidae.

## Hallazgo y distribución

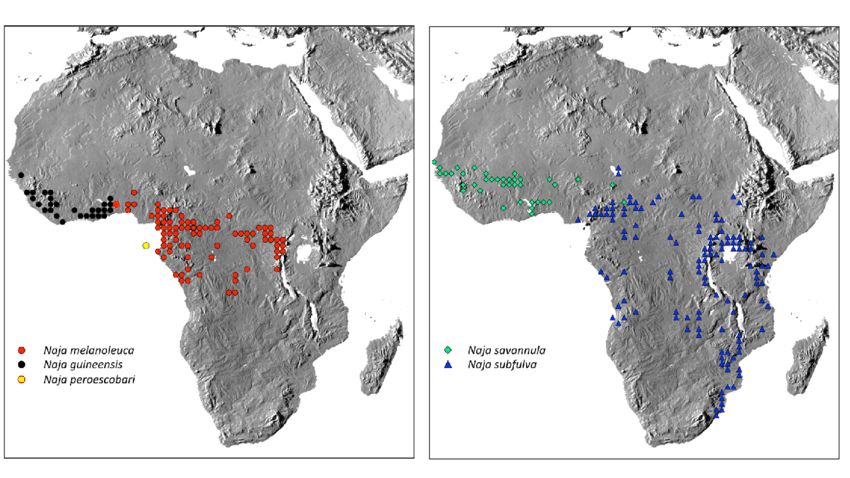
Distribución de las cinco especies del complejo N. melanoleuca.

La serpiente fue descrita por primera vez por el herpetólogo estadounidense, Edward Hallowell, en el año 1857, y se puede encontrar en los siguientes países africanos: Angola, Benín, Burkina Faso, Burundi, Camerún, República Centroafricana, Chad, República Democrática del Congo, Congo, Etiopía, Gabón, Ghana, Gambia, Guinea, Guinea-Bisáu, Costa de Marfil, Kenia, Liberia, Malaui, Malí, Mozambique, Níger, Nigeria, Ruanda, Santo Tomé y Príncipe, Senegal, Sierra Leona, Somalia, Sudáfrica, Sudán, Tanzania, Togo, Uganda, Zambia, Zimbabue.

## Hábitat y características
Se trata de una especie de serpiente venenosa y de comportamiento agresivo que habita en la sabana y en zonas boscosas del África subsahariana. Puede llegar a medir como máximo de 2 a 2,20 metros y se alimenta de sapos, ranas, serpientes, peces y pequeños mamíferos.